# Medvěd kamčatský
Medvěd kamčatský (Ursus arctos beringianus) je jeden z největších poddruhů medvěda hnědého.

## Popis
Obývá Kamčatku. Dorůstá délky až 2,5 metru (vzácně možná i více) a dosahuje váhy až 640 kilogramů, nicméně průměrná váha bývá výrazně menší a pohybuje se většinou v hodnotách do 360 kg. Seryodkin a spoluautoři uvádí průměrnou hmotnost samců a samic 269 a 175 kg a délku těla 217 a 195 cm. Je podobný medvědovi grizzlymu a kodiakovi, jen má mírnější povahu. Disponuje poměrně širokou lebkou, u samců je maximálně dlouhá asi 403–436 mm a široká 258–277 mm, u samic dlouhá přibližně 372–386 mm a široká 216–242 mm.
Jeho hlavním zdrojem potravy jsou lososi každoročně táhnoucí ke svým trdlištím. Živí se i různými bobulemi a ořechy.
Medvěd kamčatský je extrémně silný a odolný živočich. Má rychlé reakce a je velice pohyblivý. Jeho zuby překousnou jakoukoliv kost, jeho tlapy pohnou s balvany, vyšplhá se na téměř kolmý svah, vydrží hodiny sedět v ledové vodě. Je vynikajícím plavcem, na krátkou vzdálenost dožene koně, za den dokáže ujít až 100 kilometrů [zdroj?]. Kvůli své hmotnosti ale špatně šplhá po stromech.